# Sciurus griseus
Lo scoiattolo grigio occidentale (Sciurus griseus Ord, 1818) è una specie di scoiattolo arboricolo del genere Sciurus diffusa lungo le coste occidentali di Stati Uniti e Canada. È stato descritto per la prima volta da George Ord nel 1818, sulla base degli appunti presi da Lewis e Clark a The Dalles, nella Contea di Wasco (Oregon).

## Tassonomia
Attualmente, gli studiosi riconoscono tre sottospecie di scoiattolo grigio occidentale:
- S. g. griseus Ord, 1818 (dalle regioni centrali dello Stato di Washington a quelle occidentali della Sierra Nevada, nella California centrale);
- S. g. anthonyi Mearns, 1897 (dalla Contea di San Luis Obispo alle regioni settentrionali della Bassa California);
- S. g. nigripes Bryant, 1889 (California, dalla baia di San Francisco alla Contea di San Luis Obispo).

## Descrizione
Il mantello dello scoiattolo grigio occidentale è di color grigio lucido, con alcune macchie nere in alcuni punti. La parte inferiore della testa, la regione ventrale e la parte interna delle zampe sono di colore variabile dal crema al bianco. Anche l'estremità della coda può essere bianca. Intorno agli occhi è presente un anello di pelle bianca.
Lo scoiattolo grigio occidentale misura 45–60 cm di lunghezza totale, ha una coda di 25–30 cm e pesa 350-950 grammi; tali dimensioni ne fanno una delle più grandi specie del genere Sciurus, nonché la più grande tra quelle originarie della costa occidentale degli Stati Uniti.
Le orecchie sono poste molto indietro sul cranio e non presentano i caratteristici ciuffetti auricolari, o «pennelli». Sono ricoperte di pelo, che diviene di colore marrone in inverno, solo sulla parte esterna. Non vi è dimorfismo sessuale.

## Distribuzione e habitat
Lo scoiattolo grigio occidentale è diffuso nelle foreste degli Stati Uniti occidentali, in particolare in California, Oregon, stato di Washington, e nell'estremità occidentale del Nevada. Si trova a ogni altitudine e in alta montagna si spinge fino a 2500 m di quota.

## Biologia
Lo scoiattolo grigio occidentale è prevalentemente diurno. Nelle zone dove le temperature sono più elevate, tuttavia, trascorre le ore centrali della giornata riposando. Durante la stagione estiva, dimora in semplici nidi fatti di ramoscelli, imbottiti con foglie, muschio, licheni e corteccia. I nidi destinati all'allevamento dei piccoli possono essere foderati con i peli della coda della madre. All'interno di nidi, sebbene in strutture più resistenti, costruite all'interno delle cavità degli alberi, per lo più in nidi abbandonati di picchio, avviene anche l'ibernazione. Durante la stagione fredda lo scoiattolo grigio occidentale riduce notevolmente i periodi di attività, ma non cade in un vero e proprio letargo.
Gli scoiattoli grigi occidentali sono animali solitari, che vivono perlopiù tra i rami degli alberi ad alto fusto. Scendono sul terreno raramente, quasi sempre per passare da un albero all'altro quando sono troppo distanti tra loro. Tuttavia sono in grado di spiccare salti anche di 2 m.

### Alimentazione
Lo scoiattolo grigio occidentale è onnivoro. Si nutre di noci, ghiande, bacche, gemme e semi di albero, ma anche di insetti, coleotteri, tignole, rane e di uccelli e loro uova. In autunno mangia anche funghi.
Di solito va in cerca di cibo nelle prime ore del mattino e della sera. Per l'inverno, immagazzina riserve di cibo sotto terra e nelle cavità degli alberi. Ogni esemplare, a seconda dell'età e del sesso, necessita di una quantità di cibo pari a 43-52 g.

### Riproduzione
Gli scoiattoli grigi occidentali raggiungono la maturità sessuale a 10-11 mesi, ma possono accoppiarsi solo a partire da un anno di età. Quando la femmina va in estro, la sua vulva diviene rosa e più allargata; ai maschi in calore, al contrario, lo scroto, solitamente di colore grigio-rosato, diviene nero. L'accoppiamento avviene una sola volta all'anno, verso la fine della primavera. Ogni nidiata è costituita da 3-5 piccoli. Le femmine più giovani generalmente partoriscono nidiate meno numerose di quelle più anziane. Il periodo di gestazione dura in media 43 giorni. I piccoli nascono glabri e con occhi e orecchie chiusi. La testa e i piedi dei piccoli sono più grandi rispetto al resto del corpo. Vengono svezzati a circa 10 settimane.

## Conservazione
Grazie alla sua incessante attività di raccolta di semi di alberi e arbusti, lo scoiattolo grigio occidentale contribuisce a un equilibrato sviluppo della foresta. Pertanto, è considerato una creatura estremamente importante per l'ambiente in cui vive. La IUCN lo inserisce tra le specie a rischio minimo e la CITES non lo elenca in nessuna delle sue appendici, poiché è ancora molto diffuso e numeroso. Inoltre, questa specie è molto adattabile e si sente a suo agio anche nei pressi degli insediamenti umani. In alcune aree (ad esempio nei parchi nazionali degli Stati Uniti) è divenuta molto numerosa. Tuttavia, non si può escludere nel futuro la minaccia derivata dalla distruzione dell'habitat.